# Bächingen an der Brenz
Bächingen an der Brenz är en kommun och ort i Landkreis Dillingen an der Donau i Regierungsbezirk Schwaben i förbundslandet Bayern i Tyskland.
Kommunen ingår i kommunalförbundet Gundelfingen an der Donau tillsammans med staden Gundelfingen an der Donau och kommunerna Haunsheim och Medlingen.